# Martovce
Martovce (in ungherese Martos) è un comune della Slovacchia facente parte del distretto di Komárno, nella regione di Nitra.